# Liposuctie

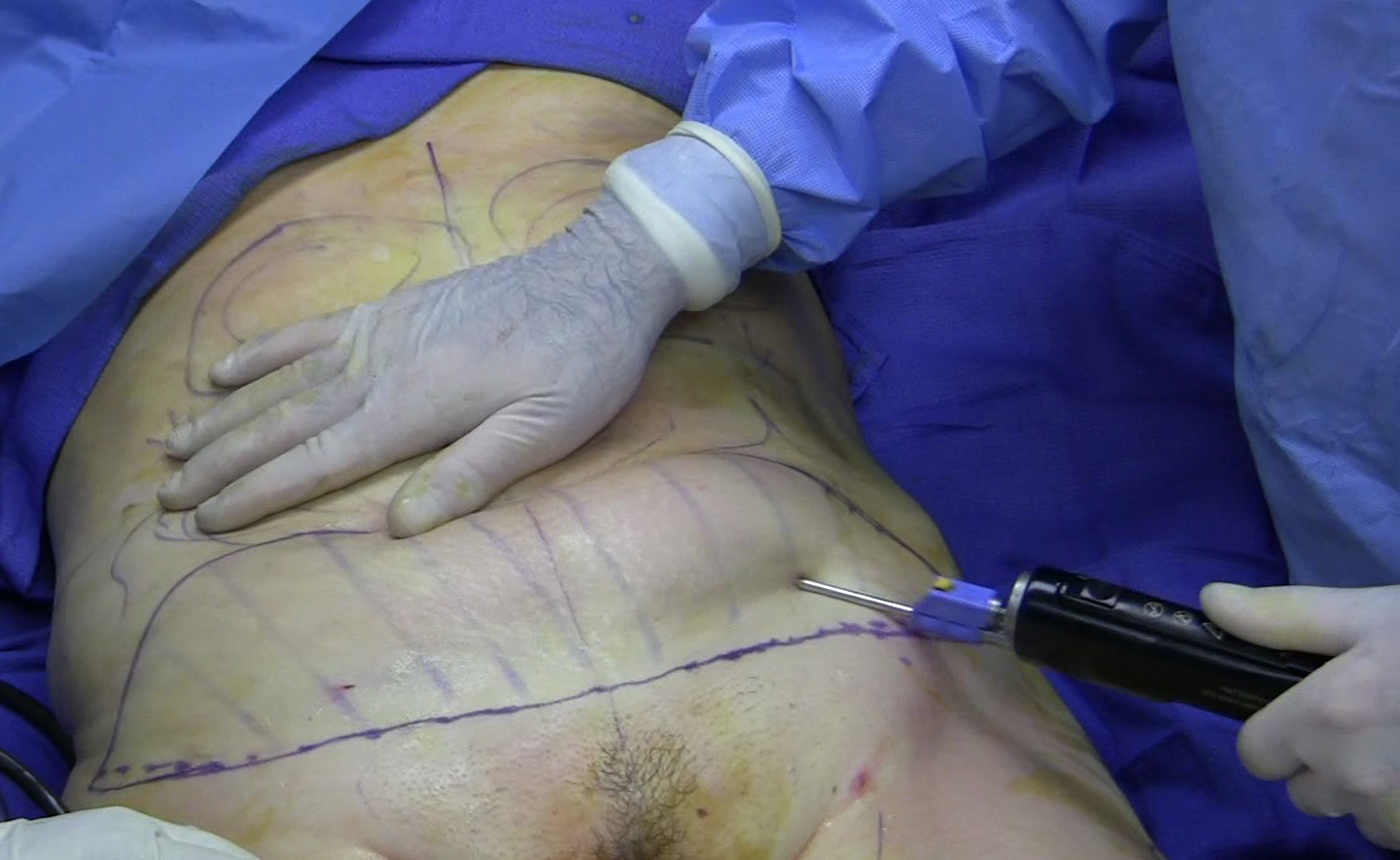
Liposuctie van de buik

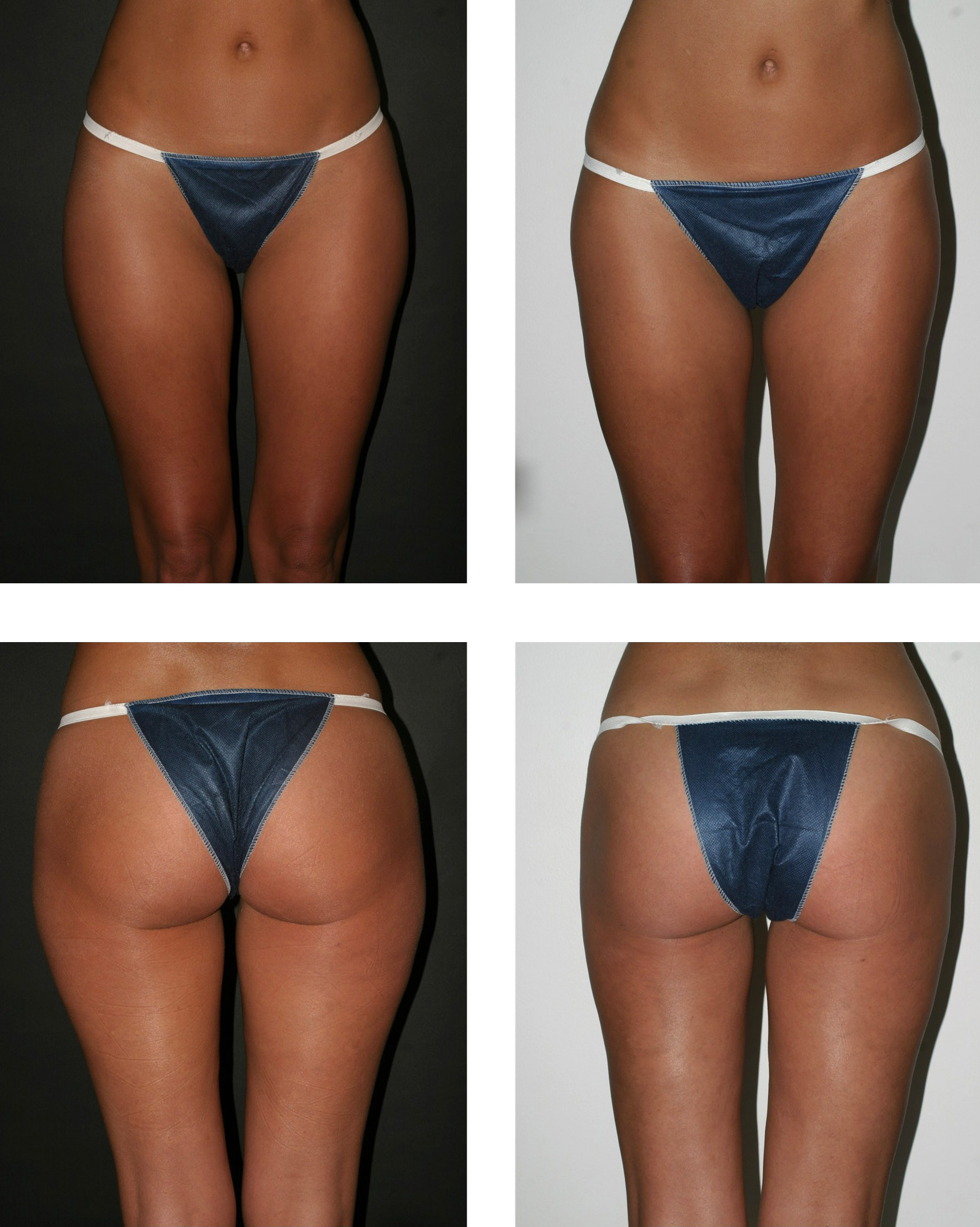
voor (links) en na (rechts) liposuctie

Liposuctie is een plastisch-chirurgische techniek waarbij onderhuids vetweefsel wordt verwijderd door dit weg te zuigen. Hiervoor wordt een klein sneetje gemaakt en meestal wordt het weg te zuigen vetweefsel dan doordrenkt met een fysiologische zoutoplossing waaraan een klein beetje lokaal anestheticum (verdovingsmiddel) wordt toegevoegd.
Plaatsen waar de techniek wordt gebruikt zijn onder andere de billen en de bovenbenen. Voor een mooi resultaat is het nodig voldoende ervaring met de techniek te hebben.  Er moet worden gewaakt voor beschadiging van onderhuidse zenuwen en bloedvaten.

## Gevaren van liposuctie
Tijdens de ingreep kan een nabloeding of een infectie optreden. In sommige gevallen hebben zich ernstigere complicaties voorgedaan: bijvoorbeeld longembolie, darmperforatie of infectieuze cellulitis. Tijdens de liposuctie maakt men een prikkende beweging onder de huid. Daarbij is het mogelijk dat er een orgaan geraakt wordt. Daarnaast kan er iets mis gaan met de verdoving.